# Canthidium ardens
Canthidium ardens är en skalbaggsart som beskrevs av Bates 1887. Canthidium ardens ingår i släktet Canthidium och familjen bladhorningar. Inga underarter finns listade.